# Aurică Simion
Aurică Simion I. (n. 26 aprilie 1938, sat Cândești, comuna Albeștii de Muscel, județul Argeș – d. 1984, București) a fost un istoric specialist în istoria contemporană.

## Biografie
Aurică Simion s-a născut în 1938 în Cândești, comuna Albeștii de Muscel din județul Argeș într-o familie de țărani. Acesta a murit la vârsta de 46 de ani, în 1984.

## Studii
A făcut studiile preuniversitare la Câmpulung Muscel. A urmat apoi Facultatea de Istorie la Universitata din București, unde a devenit doctor în istorie în 1970.

## Activitatea științifică
Aurică Simion a fost cercetător științific la Institutul de studii istorice și social-politice pe lângă Comitetul Central al P. C. R. El s-a preocupat în activitatea s-a științifică de teme precum: activitățile greviste din diferite ramuri industriale din perioada interbelică, aspecte legate de politica internă interbelică, activități ale Partidului Comunist Român (aflat în ilegalitate din 1924) în interbelic și politica externă și relațiile internațioanle ale României dinainte și în timpul celui de-al Doilea Război Mondial.

## Apariția lucrării „Preliminarii politico-diplomatice ale insurecției române din 1944”
Volumul semnat de Aurică Simion apare în 1979 la 35 de ani distanță de la momentul august 1944. Cartea a stârnit reacții din partea puterii politice și a fost retrasă imediat din libării. Istoricul Ioan Scurtu apreciază aceast volum ca unul bine documentat științific, care nu se încadrează în direcția istoriografică dictată de regimul comunist.

## Opera
- Dictatul de la Viena, Cluj, 1972.
- Insurecția națională antifascistă armată din august 1944, București, 1973.

- Comitetul national antifascist din România, București, 1973.

- Clasa muncitoare, forța social fundamentală a mișcării antifasciste din România, București, 1974.

- Regimul politic din România, septembrie 1940 - ianuarie 1941, Cluj-Napoca, 1976.

- Preliminarii politico-diplomatice ale insurectiei române din 1944, Cluj-Napoca 1979.